# Sanogasta maculatipes
Sanogasta maculatipes är en spindelart som först beskrevs av Eugen von Keyserling 1878.  Sanogasta maculatipes ingår i släktet Sanogasta och familjen spökspindlar. Inga underarter finns listade i Catalogue of Life.